# Voleibol sentado nos Jogos Parapan-Americanos de 2019
As competições de voleibol sentado nos Jogos Parapan-Americanos de 2019 foram realizadas em Lima, entre 23 e 28 de agosto. As provas aconteceram na Villa Deportiva Regional del Callao.
A modalidade é disputada em uma quadra de 10x6 metros e a rede com 1,15 metros de altura para o masculino e 1,05 metros para o feminino. O sistema de pontuação e regras é semelhante ao voleibol tradicional, com a possibilidade de se bloquear o saque durante a partida. 
Foram disputados 2 eventos (masculino e feminino), contando com a participação de 72 jogadores masculinos e 48 femininos de 6 países participantes.
| MASCULINO - BRA Brasil - CAN Canadá (12) - COL Colômbia (12) - CRC Costa Rica (12) - USA Estados Unidos (12) - PER Peru (12)(Anfitrião) | FEMININO - BRA Brasil - CAN Canadá (12) - USA Estados Unidos (12) - PER Peru (12) (Anfitrião) |

## Medalhistas
| Evento             | Ouro | Prata | Bronze |
| ------------------ | --- | --- | --- |
| Masculino detalhes | Gilberto Lourenço Leandro da Silva Daniel da Silva Fabrício da Silva Daniel Yoshizawa Wellington Platini Renato de Oliveira Wescley Conceição Diogo Rebouças Samuel Henrique Anderson Rodrigues Leandro da Silva BRA Brasil | Daniel Regan Nicholas Dadgostar Eric Duda Stephen Bracken James Stuck Roderick Green Patrick Young Charles Swearingen John Kremer Chris Seilkop Zachary Upp Dee Marinko USA Estados Unidos | Jesse Ward Mikael Bartholdy Austin Hinchey Bryce Foster Douglas Learoyd Brad Hunter Christopher Bird Jamoi Anderson Dariusz Symonowicz Matteo Lisoway Jesse Buckingham CAN Canadá        |
| Feminino detalhes  | Lora Webster Bethany Zummo Alexis Shifflett Kathryn Holloway Heather Erickson Monique Burkland Sydney Satchell Jilian Williams Nicole Millage Kaleo Kanahele Nicole Nieves Tia Edwards USA Estados Unidos                   | Gabrielle Marchi Edwarda Dias Gizele da Costa Adria Jesus Pamela Pereira Camila de Castro Nathalie de Lima Géssica Thaís Jani Freitas Nurya de Almeida Laiana Rodrigues BRA Brasil         | Julie Kozun Danielle Ellis Jennifer Oakes Payden Olsen Angelena Dolezar Anne Fergusson Jolan Wong Sarah Melenka Heidi Peters Amber Skyrpan Katelyn Wright Felicia Voss-Shafiq CAN Canadá |